# Stéphan Lebeau
Pour les articles homonymes, voir Lebeau.
Stéphan Lebeau (né le 28 février 1968 à Saint-Jérôme, Québec au Canada) est un joueur de hockey sur glace professionnel. Il évolue en tant que professionnel de 1988 à 2001. Il devient ensuite entraîneur, dirigeant et conseiller hockey. Son frère cadet Patrick Lebeau a également joué dans la LNH, en Suisse et en Allemagne.

## Biographie

### Carrière de joueur
Après des débuts dans la Ligue de hockey junior majeur du Québec, il rejoint les Canadiens de Sherbrooke où il remporte notamment le trophée Dudley-« Red »-Garrett de la meilleure recrue, le trophée John-B.-Sollenberger de meilleur pointeur ainsi que le trophée Les-Cunningham de meilleur joueur de la saison régulière. Il rejoint ensuite la Ligue nationale de hockey et remporte la coupe Stanley en 1993 avec les Canadiens de Montréal. Il termine sa carrière en Suisse avant de prendre sa retraite en 2001.

### Carrière d'entraîneur
Après sa carrière de hockeyeur professionnel, Stéphan Lebeau a occupé divers postes d'entraîneur, de dirigeant et de conseiller à plusieurs niveaux (secondaire, collégial, junior AAA, Junior majeur, Ligue américaine). Dès sa première saison comme entraîneur-chef en 2002-3003, avec des Cougars de Lennoxville de la Ligue de hockey junior AAA du Québec, il reçoit le titre d'entraîneur-chef par excellence du circuit après avoir mené son équipe au championnat de la saison régulière et des séries éliminatoires, remportant la Coupe NAPA et la Coupe Fred Page remise au champions de niveau junior A de l'Est du Canada.
En 2004, il devient entraîneur-chef des Tigres de Victoriaville dans la Ligue de hockey junior majeur du Québec, poste qu'il occupe pendant deux saisons, puis des Cantonniers de Magog de la Ligue de hockey midget AAA du Québec pendant deux autres saisons. Après cinq ans comme entraîneur-chef de coordonnateur hockey avec les Bears du Bishop's College School à Lennoxville de la Eastern Townships Interscholastic Athletic Conference, il devient entraîneur-adjoint des Bulldogs de Hamilton dans la Ligue américaine de hockey. Après deux saisons à Hamilton, il retourne avec les Cougars du Collège Champlain Lennoxville, désormais dans la ligue de hockey collégial D1 du Québec. Il a également été affilié à l'école de Hockey Académique Easton et depuis 2017, il est conseller pour les Marquis du Collège du Mont-Sainte-Anne.

## Statistiques

### En tant que joueur
| Saison     | Équipe                   | Ligue      |     | Saison régulière | Saison régulière | Saison régulière | Saison régulière | Saison régulière |    | Séries éliminatoires | Séries éliminatoires | Séries éliminatoires | Séries éliminatoires | Séries éliminatoires |
| Saison     | Équipe                   | Ligue      | PJ  | B                | A                | Pts              | Pun              | PJ               | B  | A                    | Pts                  | Pun                  |                      |                      |
| 1984-1985  | Cataractes de Shawinigan | LHJMQ      | 66  | 41               | 38               | 79               | 18               | 9                | 4  | 5                    | 9                    | 4                    |                      |                      |
| 1985-1986  | Cataractes de Shawinigan | LHJMQ      | 72  | 69               | 77               | 146              | 22               | 5                | 4  | 2                    | 6                    | 4                    |                      |                      |
| 1986-1987  | Cataractes de Shawinigan | LHJMQ      | 65  | 77               | 90               | 167              | 60               | 14               | 9  | 20                   | 29                   | 20                   |                      |                      |
| 1987-1988  | Cataractes de Shawinigan | LHJMQ      | 67  | 94               | 94               | 188              | 66               | 11               | 17 | 9                    | 26                   | 10                   |                      |                      |
| 1987-1988  | Canadiens de Sherbrooke  | LAH        |     |                  |                  |                  | --               | 1                | 0  | 1                    | 1                    | 0                    |                      |                      |
| 1988-1989  | Canadiens de Sherbrooke  | LAH        | 78  | 70               | 64               | 134              | 47               | 6                | 1  | 4                    | 5                    | 8                    |                      |                      |
| 1988-1989  | Canadiens de Montréal    | LNH        | 1   | 0                | 1                | 1                | 2                |                  |    |                      |                      |                      |                      |                      |
| 1989-1990  | Canadiens de Montréal    | LNH        | 57  | 15               | 20               | 35               | 11               | 2                | 3  | 0                    | 3                    | 0                    |                      |                      |
| 1990-1991  | Canadiens de Montréal    | LNH        | 73  | 22               | 31               | 53               | 24               | 7                | 2  | 1                    | 3                    | 2                    |                      |                      |
| 1991-1992  | Canadiens de Montréal    | LNH        | 77  | 27               | 31               | 58               | 14               | 8                | 1  | 3                    | 4                    | 4                    |                      |                      |
| 1992-1993  | Canadiens de Montréal    | LNH        | 71  | 31               | 49               | 80               | 20               | 13               | 3  | 3                    | 6                    | 6                    |                      |                      |
| 1993-1994  | Canadiens de Montréal    | LNH        | 34  | 9                | 7                | 16               | 8                |                  |    |                      |                      |                      |                      |                      |
| 1993-1994  | Mighty Ducks d'Anaheim   | LNH        | 22  | 6                | 4                | 10               | 14               |                  |    |                      |                      |                      |                      |                      |
| 1994-1995  | Mighty Ducks d'Anaheim   | LNH        | 38  | 8                | 16               | 24               | 12               |                  |    |                      |                      |                      |                      |                      |
| 1995-1996  | HC Lugano                | LNA        | 36  | 25               | 28               | 53               | 10               | 4                | 2  | 2                    | 4                    | 0                    |                      |                      |
| 1996-1997  | HC Lugano                | LNA        | 18  | 14               | 12               | 26               | 12               |                  |    |                      |                      |                      |                      |                      |
| 1997-1998  | HC La Chaux-de-Fonds     | LNA        | 40  | 31               | 39               | 70               | 14               | 12               | 7  | 16                   | 23                   | 10                   |                      |                      |
| 1998-1999  | HC La Chaux-de-Fonds     | LNB        | 40  | 32               | 47               | 79               | 24               | 12               | 9  | 11                   | 20                   | 4                    |                      |                      |
| 1999-2000  | HC Ambrì-Piotta          | LNA        | 45  | 20               | 47               | 67               | 24               | 9                | 0  | 7                    | 7                    | 6                    |                      |                      |
| 2000-2001  | HC Ambrì-Piotta          | LNA        | 43  | 12               | 22               | 34               | 36               | 2                | 0  | 0                    | 0                    | 0                    |                      |                      |
| Totaux LNH | Totaux LNH               | Totaux LNH | 373 | 118              | 159              | 277              | 105              | 30               | 9  | 7                    | 16                   | 12                   |                      |                      |

### En tant qu'entraîneur
| Saison    | Équipe                                          | Ligue        |    | PJ | V  | D  | N | Pr     | % V       |  | Séries éliminatoires |
| 2002-2003 | Cougars du Collège Champlain-Lennoxville        | LHJAAAQ      | 50 | 20 | 22 | -  | 3 | 43,0 % | Champions |  |                      |
| 2003-2004 | -                                               | -            | -  | -  | -  | -  | - | -      | -         |  |                      |
| 2004-2005 | Tigres de Victoriaville                         | LHJMQ        | 70 | 26 | 36 | 4  | 4 | 42,9 % | -         |  |                      |
| 2005-2006 | Tigres de Victoriaville                         | LHJMQ        | 69 | 26 | 42 | 0  | 1 | 38,4 % | -         |  |                      |
| 2006-2007 | Cantonniers de Magog                            | Midget AAA   | -  | -  | -  | -  | - | -      | -         |  |                      |
| 2007-2008 | Cantonniers de Magog                            | Midget AAA   |    | -  | -  | -  | - | -      | -         |  | -                    |
| 2008-2009 | Bears du Bishop's College School de Lennoxville | ETIAC        |    | -  | -  | -  | - | -      | -         |  | -                    |
| 2009-2010 | Bears du Bishop's College School de Lennoxville | ETIAC        |    | -  | -  | -  | - | -      | -         |  | -                    |
| 2010-2011 | Bears du Bishop's College School de Lennoxville | ETIAC        |    | -  | -  | -  | - | -      | -         |  | -                    |
| 2011-2012 | Bears du Bishop's College School de Lennoxville | ETIAC        |    | -  | -  | -  | - | -      | -         |  | -                    |
| 2012-2013 | Bears du Bishop's College School de Lennoxville | ETIAC        |    | -  | -  | -  | - | -      | -         |  | -                    |
| 2013-2014 | Bulldogs de Hamilton                            | LAH          |    | -  | -  | -  | - | -      | -         |  | -                    |
| 2014-2015 | Bulldogs de Hamilton                            | LAH          |    | -  | -  | -  | - | -      | -         |  | -                    |
| 2015-2016 | Cougars du Collège Champlain-Lennoxville        | Collégial D1 |    | 36 | 21 | 10 | - | -      | 65%       |  | -                    |
| 2016-2017 | Cougars du Collège Champlain-Lennoxville        | Collégial D1 |    | 36 | 23 | 10 | - | -      | 68%       |  | -                    |
| 2017-2018 | Cougars du Collège Champlain-Lennoxville        | Collégial D1 |    | 36 | 27 | 7  | - | -      | 78%       |  | -                    |
| 2018-2019 | Cougars du Collège Champlain-Lennoxville        | Collégial D1 |    | 36 | 22 | 11 | - | -      | 65%       |  | -                    |
| 2019-2020 | Cougars du Collège Champlain-Lennoxville        | Collégial D1 |    | 36 | 24 | 9  | - | -      | 71%       |  | -                    |
| 2020-2021 | Cougars du Collège Champlain-Lennoxville        | Collégial D1 |    | -  | -  | -  | - | -      | -         |  | -                    |

## Équipes d'étoiles et trophées
- 1987 et 1988 : nommé dans la deuxième équipe d'étoiles de la Ligue de hockey junior majeur du Québec.
- 1989 : nommé dans la première équipe d'étoiles de la Ligue américaine de hockey.
- 1989 : remporte le trophée John-B.-Sollenberger de la LAH.
- 1989 : remporte le trophée Les-Cunningham de la LAH.